# Juego sin televisión

El GamePad de Wii U cuenta con una pantalla táctil de 6,2 pulgadas.

El juego sin televisión (también llamada Off-TV Play) es una característica de la videoconsola de octava generación de Nintendo, la Wii U. Como todas las videoconsolas, la Wii U utiliza una consola y un mando para manipular una imagen en una pantalla de televisión. La característica única de Wii U es que su mando, el Wii U GamePad, tiene su propia pantalla incorporada para mostrar imágenes. Puede mostrar una imagen completamente diferente o duplicar la pantalla del televisor en el Wii U GamePad. «Juego sin televisión» u «Off-TV Play» es el término utilizado cuando un juego completo se juega estrictamente en el mando, sin el uso de un televisor. El GamePad también cuenta con dos altavoces que se pueden utilizar para jugar sin televisión. No existe una forma estandarizada de activar el juego sin televisión y su funcionamiento depende del juego.

## Historia
La Wii U se presentó oficialmente en el E3 2011 en junio de 2011, donde se detalló por primera vez que el mando de la consola contaría con una pantalla táctil similar a una tableta. Nintendo anunció que uno de los principales objetivos de la consola sería la capacidad de mostrar la imagen del televisor en la pantalla táctil, para continuar jugando el juego si el televisor fuera necesario para otros usos o el jugador necesitara alejarse del televisor. Los términos oficiales se dieron en el E3 2012 ; el mando se llamó Wii U GamePad y el concepto de jugar juegos en su pantalla se denominó «Juego sin televisión» u «Off-TV Play».

## Lista de software compatible conel juego sin televisión

### Juegos
| Título                                                      | Género                                             | Desarrollador                                                                      | Editor                                 | Disponibilidad   | Ref.   |
| ----------------------------------------------------------- | -------------------------------------------------- | ---------------------------------------------------------------------------------- | -------------------------------------- | ---------------- | ------ |
| The Amazing Spider-Man: Ultimate Edition                    | Acción y aventura                                  | Beenox                                                                             | Activision                             | NA, EU           |        |
| The Amazing Spider-Man 2                                    | Acción y aventura                                  | Beenox                                                                             | Activision                             | NA, EU           |        |
| Angry Birds Trilogy                                         | Rompecabezas                                       | Rovio Entertainment                                                                | Activision                             | NA, EU           |        |
| Armillo                                                     | Acción y aventura                                  | Fuzzy Wuzzy Games                                                                  | Fuzzy Wuzzy Games                      | NA               | [ 8 ]  |
| Assassin's Creed III                                        | Acción y aventura                                  | Ubisoft Quebec                                                                     | Ubisoft                                | AUS, EU, NA, JP  |        |
| Assassin's Creed IV: Black Flag                             | Acción y aventura                                  | Ubisoft Quebec                                                                     | Ubisoft                                | AUS, EU, NA, JP  | [ 9 ]  |
| Batman: Arkham City Armored Edition                         | Acción y aventura                                  | WB Games Montréal                                                                  | Warner Bros. Interactive               | AUS, EU, NA, JP  |        |
| Batman: Arkham Origins                                      | Acción y aventura                                  | WB Games Montréal                                                                  | Warner Bros. Interactive               | AUS, EU, NA, JP  | [ 10 ] |
| Batman: Arkham Origins Blackgate – Deluxe Edition           | Acción y aventura                                  | Armature Studio                                                                    | Warner Bros. Interactive Entertainment | EU, NA           | [ 11 ] |
| Bayonetta                                                   | Acción, hack and slash                             | PlatinumGames                                                                      | Nintendo                               | AUS, EU, NA, JP  | [ 12 ] |
| Bayonetta 2                                                 | Acción, hack and slash                             | PlatinumGames                                                                      | Nintendo                               | AUS, EU, NA, JP  |        |
| Ben 10: Omniverse                                           | Acción y aventura                                  | D3 Publisher                                                                       | D3 Publisher                           | AUS, EU, NA      |        |
| Bit.Trip Presents... Runner2: Future Legend of Rhythm Alien | Plataformas                                        | Gaijin Games                                                                       | Gaijin Games                           | AUS, EU, NA      | [ 13 ] |
| Bombing Bastards                                            | Acción                                             | Sanuk Games                                                                        | Sanuk Games                            | NA               |        |
| Call of Duty: Black Ops II                                  | Disparos en primera persona                        | Treyarch                                                                           | Activision                             | AUS, EU, NA, JP  | [ 14 ] |
| Call of Duty: Ghosts                                        | Disparos en primera persona                        | Infinity Ward                                                                      | Activision                             | AUS, EU, NA, JP  |        |
| Captain Toad: Treasure Tracker                              | Rompecabezas                                       | Nintendo EAD Tokyo, 1-Up Studio                                                    | Nintendo                               | AUS, EU, NA, JP  |        |
| Cars 3: Driven to Win                                       | Carreras                                           | Avalanche Software                                                                 | Warner Bros. Interactive Entertainment | AUS, EU, NA      | [ 15 ] |
| Castlestorm                                                 | Rompecabezas, estrategia                           | Zen Studios                                                                        | Zen Studios                            | AUS, EU, NA      |        |
| Chasing Aurora                                              | Otros                                              | Broken Rules                                                                       | Broken Rules                           | AUS, EU, NA      |        |
| Child of Light                                              | Plataformas, rol                                   | Ubisoft Montreal                                                                   | Ubisoft                                | AUS, EU, NA, JP  |        |
| Cloudberry Kingdom                                          | Plataformas                                        | Pwnee Studios                                                                      | Ubisoft                                | AUS, EU, NA      | [ 16 ] |
| Darksiders II                                               | Acción y aventura                                  | Vigil Games                                                                        | THQ                                    | AUS, NA, EU      | [ 17 ] |
| Deus Ex: Human Revolution Director's Cut                    | Rol de acción, disparos en primera persona, sigilo | Straight Right                                                                     | Square Enix                            | AUS, EU, NA      |        |
| Disney Infinity                                             | Plataformas, no lineal                             | Avalanche Software                                                                 | Disney Interactive Studios             | AUS, EU, NA      |        |
| Disney's Planes                                             | Simulador de vuelo                                 | Behaviour Interactive                                                              | Disney Interactive Studios             | AUS, EU, NA      | [ 18 ] |
| Don't Starve: Giant Edition                                 | Acción y aventura                                  | Klei Entertainment                                                                 | Klei Entertainment                     | EU, NA           |        |
| Donkey Kong Country: Tropical Freeze                        | Plataformas                                        | Retro Studios                                                                      | Nintendo                               | AUS, EU, NA, JP  | [ 19 ] |
| Dr. Luigi                                                   | Rompecabezas                                       | Nintendo SPD, Arika                                                                | Nintendo                               | NA, EU, JP       | [ 20 ] |
| Dragon Quest X                                              | MMORPG                                             | Square Enix, Armor Project                                                         | Square Enix                            | Bandera de Japón | [ 21 ] |
| DuckTales: Remastered                                       | Plataformas                                        | Capcom, WayForward Technologies                                                    | Capcom, Disney Interactive Studios     | AUS, EU, NA      | [ 22 ] |
| Dungeons &amp; Dragons: Chronicles of Mystara               | Beat 'em up, rol de acción                         | Iron Galaxy Studios                                                                | Capcom                                 | NA, EU           | [ 23 ] |
| Edge                                                        | Rompecabezas, acción                               | Two Tribes                                                                         | Two Tribes                             | AUS, EU, NA      | [ 24 ] |
| FIFA Soccer 13                                              | Deportes                                           | EA Canada                                                                          | EA Sports                              | AUS, EU, NA, JP  |        |
| Gaiabreaker                                                 | Matamarcianos                                      | Ubiquitous Entertainment                                                           | Ubiquitous Entertainment               | Bandera de Japón | [ 25 ] |
| Giana Sisters: Twisted Dreams                               | Plataformas                                        | Black Forest Games                                                                 | Black Forest Games                     | AUS, EU          | [ 26 ] |
| Guacamelee!: Super Turbo Championship Edition               | Plataformas, beat 'em up                           | DrinkBox Studios                                                                   | DrinkBox Studios                       | EU, NA           |        |
| Hyrule Warriors                                             | Acción, hack and slash                             | Omega Force, Team Ninja                                                            | Nintendo, Tecmo Koei                   | AUS, EU, NA, JP  | [ 27 ] |
| Just Dance 4                                                | Ritmo                                              | Ubisoft Paris, Ubisoft Reflections, Ubisoft Bucharest, Ubisoft Pune, Ubisoft Milan | Ubisoft                                | AUS, EU, NA      |        |
| Kirby and the Rainbow Curse                                 | Plataformas                                        | HAL Laboratory, Nintendo SPD                                                       | Nintendo                               | AUS, EU, NA, JP  |        |
| The Legend of Zelda: Breath of the Wild                     | Acción y aventura                                  | Nintendo EPD                                                                       | Nintendo                               | AUS, EU, NA, JP  |        |
| The Legend of Zelda: The Wind Waker HD                      | Acción y aventura                                  | Nintendo EAD Group No. 3                                                           | Nintendo                               | AUS, EU, NA, JP  |        |
| The Legend of Zelda: Twilight Princess HD                   | Acción y aventura                                  | Nintendo EPD                                                                       | Nintendo                               | AUS, EU, NA, JP  |        |
| Lego Batman 2: DC Super Heroes                              | Acción y aventura                                  | Traveller's Tales                                                                  | Warner Bros. Interactive               | AUS, EU, NA      |        |
| Lego Marvel Super Heroes                                    | Acción y aventura                                  | Traveller's Tales                                                                  | Warner Bros. Interactive               | AUS, EU, NA      | [ 28 ] |
| The Lego Movie Videogame                                    | Acción y aventura                                  | TT Games, TT Fusion                                                                | Warner Bros. Interactive               | AUS, EU, NA      |        |
| Little Inferno                                              | Rompecabezas                                       | Tomorrow Corporation                                                               | Tomorrow Corporation                   | AUS, EU, NA      | [ 29 ] |
| Madden NFL 13                                               | Deportes                                           | EA Tiburon                                                                         | EA Sports                              | NA               | [ 30 ] |
| Mario Kart 8                                                | Carreras                                           | Nintendo EAD Group No. 1                                                           | Nintendo                               | AUS, EU, NA, JP  | [ 31 ] |
| Mass Effect 3: Special Edition                              | Rol de acción                                      | Straight Right                                                                     | Electronic Arts                        | AUS, EU, NA, JP  | [ 32 ] |
| Mighty Switch Force!: Hyper Drive Edition                   | Plataformas                                        | WayForward Technologies                                                            | WayForward Technologies                | AUS, EU, NA      |        |
| Mighty Switch Force! 2                                      | Plataformas                                        | WayForward Technologies                                                            | WayForward Technologies                | AUS, EU, NA      | [ 33 ] |
| Minecraft: Wii U Edition                                    | Sandbox                                            | 4J Studios, Mojang                                                                 | Microsoft                              | JP, EU, NA       |        |
| Monster Hunter 3 Ultimate                                   | Rol de acción                                      | Capcom Production Studio 1, Eighting                                               | Capcom                                 | AUS, EU, NA, JP  | [ 34 ] |
| Mutant Mudds Deluxe                                         | Matamarcianos, plataformas                         | Renegade Kid                                                                       | Renegade Kid                           | NA               |        |
| Nano Assault Neo                                            | Disparos                                           | Shin'en Multimedia                                                                 | Shin'en Multimedia                     | AUS, EU, NA, JP  |        |
| NBA 2K13                                                    | Deportes                                           | 2K Sports                                                                          | 2K Sports                              | AUS, EU, NA      | [ 35 ] |
| Need for Speed: Most Wanted U                               | Carreras                                           | Criterion Games                                                                    | Electronic Arts                        | AUS, EU, NA, JP  |        |
| NES Remix                                                   | Acción, arcade                                     | indieszero                                                                         | Nintendo                               | AUS, EU, NA, JP  | [ 36 ] |
| NES Remix 2                                                 | Acción, arcade                                     | indieszero                                                                         | Nintendo                               | AUS, EU, NA, JP  |        |
| New Super Mario Bros. U                                     | Plataformas                                        | Nintendo EAD Group No. 4                                                           | Nintendo                               | AUS, EU, NA, JP  | [ 37 ] |
| New Super Luigi U                                           | Plataformas                                        | Nintendo EAD Group No. 4                                                           | Nintendo                               | AUS, EU, NA, JP  |        |
| Ninja Gaiden 3: Razor's Edge                                | Acción y aventura, hack and slash                  | Team Ninja                                                                         | Nintendo                               | AUS, EU, NA, JP  |        |
| One Piece: Unlimited World Red                              | Acción y aventura                                  | Ganbarion                                                                          | Bandai Namco Games                     | AUS, EU, NA, JP  | [ 38 ] |
| Pac-Man and the Ghostly Adventures                          | Plataformas                                        | Monkey Bar Games                                                                   | Bandai Namco Games                     | AUS, EU, NA      | [ 39 ] |
| Pikmin 3                                                    | Estrategia en tiempo real                          | Nintendo EAD Group No. 4                                                           | Nintendo                               | AUS, EU, NA, JP  | [ 40 ] |
| Ping 1.5+                                                   | Rompecabezas                                       | Nami Tentou Mushi                                                                  | Nami Tentou Mushi                      | EU, NA           | [ 41 ] |
| Pokkén Tournament                                           | Lucha                                              | Bandai Namco                                                                       | The Pokémon Company                    | NA, JP           |        |
| Pokémon Rumble U                                            | Rol de acción                                      | Ambrella                                                                           | Nintendo                               | AUS, EU, NA, JP  |        |
| Puddle                                                      | Rompecabezas                                       | Neko Entertainment                                                                 | Neko Entertainment                     | AUS, EU, NA      |        |
| Pushmo World                                                | Rompecabezas                                       | Intelligent Systems                                                                | Nintendo                               | AUS, EU, NA, JP  | [ 42 ] |
| Rayman Legends                                              | Plataformas                                        | Ubisoft Montpellier                                                                | Ubisoft                                | AUS, EU, NA, JP  | [ 43 ] |
| Resident Evil: Revelations                                  | Survival horror                                    | Capcom, Tose                                                                       | Capcom                                 | AUS, EU, NA, JP  | [ 44 ] |
| Rush                                                        | Rompecabezas                                       | Two Tribes                                                                         | Two Tribes                             | AUS, EU, NA      | [ 45 ] |
| Scribblenauts Unlimited                                     | Rompecabezas                                       | 5th Cell                                                                           | Nintendo                               | EU               | [ 46 ] |
| Scribblenauts Unmasked: A DC Comics Adventure               | Rompecabezas                                       | 5th Cell                                                                           | Warner Bros. Interactive               | AUS, EU, NA      | [ 47 ] |
| SDK Paint                                                   | Arte                                               | HullBreach Studios                                                                 | HullBreach Studios                     | NA               |        |
| Shovel Knight                                               | Plataformas                                        | Yacht Club Games                                                                   | Yacht Club Games                       | EU, NA           | [ 48 ] |
| Skylanders: Giants                                          | Plataformas                                        | Vicarious Visions                                                                  | Activision                             | AUS, EU, NA      |        |
| Skylanders: Spyro's Adventure                               | Plataformas                                        | Toys for Bob                                                                       | Activision                             | Bandera de Japón |        |
| Sniper Elite V2                                             | Disparos táctica                                   | Rebellion Developments                                                             | 505 Games                              | AUS, EU, NA, JP  | [ 49 ] |
| Sonic & All-Stars Racing Transformed                        | Carreras                                           | Sumo Digital                                                                       | Sega                                   | AUS, EU, NA, JP  | [ 50 ] |
| Sonic Boom: Rise of Lyric                                   | Acción y aventura                                  | Big Red Button Entertainment                                                       | Sega                                   | AUS, EU, NA      | [ 51 ] |
| Sonic Lost World                                            | Plataformas                                        | Sonic Team                                                                         | Sega, Nintendo                         | AUS, EU, NA, JP  |        |
| Super Mario 3D World                                        | Plataformas                                        | Nintendo EAD Tokyo                                                                 | Nintendo                               | AUS, EU, NA, JP  |        |
| Super Smash Bros. for Wii U                                 | Lucha                                              | Sora Ltd. and Bandai Namco Games                                                   | Nintendo                               | AUS, EU, NA, JP  | [ 52 ] |
| Tekken Tag Tournament 2: Wii U Edition                      | Lucha                                              | Namco Bandai                                                                       | Namco Bandai                           | AUS, EU, NA, JP  | [ 53 ] |
| Toki Tori                                                   | Rompecabezas                                       | Two Tribes                                                                         | Two Tribes                             | AUS, EU, NA      | [ 45 ] |
| Toki Tori 2+                                                | Rompecabezas                                       | Two Tribes                                                                         | Two Tribes                             | AUS, EU, NA      |        |
| Tom Clancy's Splinter Cell: Blacklist                       | Sigilo, acción y aventura                          | Ubisoft Shanghai                                                                   | Ubisoft                                | AUS, EU, NA, JP  | [ 54 ] |
| Trine 2: Director's Cut                                     | Rompecabezas                                       | Frozenbyte                                                                         | Frozenbyte                             | AUS, EU, NA      |        |
| Unepic                                                      | Plataformas, rol                                   | Francisco Téllez de Meneses                                                        | EnjoyUp Games                          | EU, NA           | [ 55 ] |
| Watch Dogs                                                  | Acción y aventura                                  | Ubisoft Bucharest                                                                  | Ubisoft                                | AUS, EU, NA, JP  |        |
| Wii Fit U                                                   | Actividad física                                   | Nintendo EAD Group No. 5, Ganbarion                                                | Nintendo                               | AUS, EU, NA, JP  | [ 56 ] |
| The Wonderful 101                                           | Acción                                             | PlatinumGames                                                                      | Nintendo                               | AUS, EU, NA, JP  |        |
| Xenoblade Chronicles X                                      | Rol                                                | Monolith Soft                                                                      | Nintendo                               | , Unión Europea  | [ 57 ] |
| Yakuza 1 & 2 HD Collection                                  | Acción y aventura                                  | Sega                                                                               | Sega                                   | Bandera de Japón |        |
| Zen Pinball 2                                               | Pinball                                            | Zen Studios                                                                        | Zen Studios                            | , Unión Europea  |        |

### Aplicaciones
| Título                | Desarrollador                | Editor        | Disponibilidad  | Ref.   |
| --------------------- | ---------------------------- | ------------- | --------------- | ------ |
| Amazon Video          | Amazon                       | Amazon        | UE, NA, JP      |        |
| Navegador de Internet | Nintendo System Development  | Nintendo      | AUS, EU, NA, JP |        |
| Netflix               | Netflix, Inc.                | Netflix, Inc. | UE, NA, JP      |        |
| Wii U Karaoke         | Joysound, Nintendo           | Nintendo      | UE, JP          | [ 58 ] |
| Wii Street U          | Nintendo Software Technology | Nintendo      | AUS, EU, NA, JP |        |
| Wii U Panorama View   | Nintendo                     | Nintendo      | AUS, EU, NA, JP |        |

## Recepción
El concepto recibió críticas mayoritariamente positivas, pero fue criticado debido a la falta de una forma estandarizada de activarlo y por ser una característica opcional, en lugar de obligatoria. CNET elogió la función como «nada menos que fantástica [...] porque evita la monopolización de un televisor mientras se juega, algo que cualquiera que no viva solo puede apreciar. Para aquellos hogares donde el televisor principal está en constante demanda, apagar el televisor es como una bendición.» Sin embargo, una preocupación importante citada es que no era una función obligatoria, lo que significa que los desarrolladores pueden optar por no usarla en sus respectivos juegos, por lo que, en teoría, podría volverse obsoleta. Kotaku también lo elogió, afirmando que es una buena característica para aquellos a quienes les gusta realizar varias tareas, ya que libera el televisor para otros usos. TechSpot lo describió como «un lujo que pocas personas pidieron pero que resulta maravilloso tener.». Destructoid lo elogió por ser exactamente igual que jugar en la televisión, solo que «con cierta portabilidad limitada sin costo adicional. Es difícil encontrarle pegas.». GamesRadar elogió la función por ser perfecta para el ávido espectador de televisión, pero criticó el hecho de que no había una forma estandarizada de activarla, como su propio botón. IGN afirmó en su análisis de Wii U que, en lo que respecta a las experiencias de un solo jugador, preferían que el juego completo se pudiera transferir al GamePad en lugar de usarlo junto con un televisor.